# 蔡兆申
蔡兆申（1952年2月8日—），台灣物理學家，主要在日本進行研究。他的研究範圍包括超導體約瑟夫森結應用，是日本電氣研究所主席研究員。

## 得獎
- 2000年　美國物理學會會員（American Physical Society Fellow）
- 2004年　仁科記念賞
- 2008年　賽門記念賞
- 2010年　應用物理學會會員
- 2014年　江崎玲於奈獎（日语：江崎玲於奈賞）（由諾貝爾獎得主江崎玲於奈選考）
- 2020年　朝日獎

## 外部連結
- 理化学研究所
- 量子サイバネティクス[永久]
- Quantum Cybernetics （页面存档备份，存于）
- FIRST量子情報処理プロジェクト
- FIRST Quantum Information Processing Project
- NEC （页面存档备份，存于）